# Universidad de Nariño

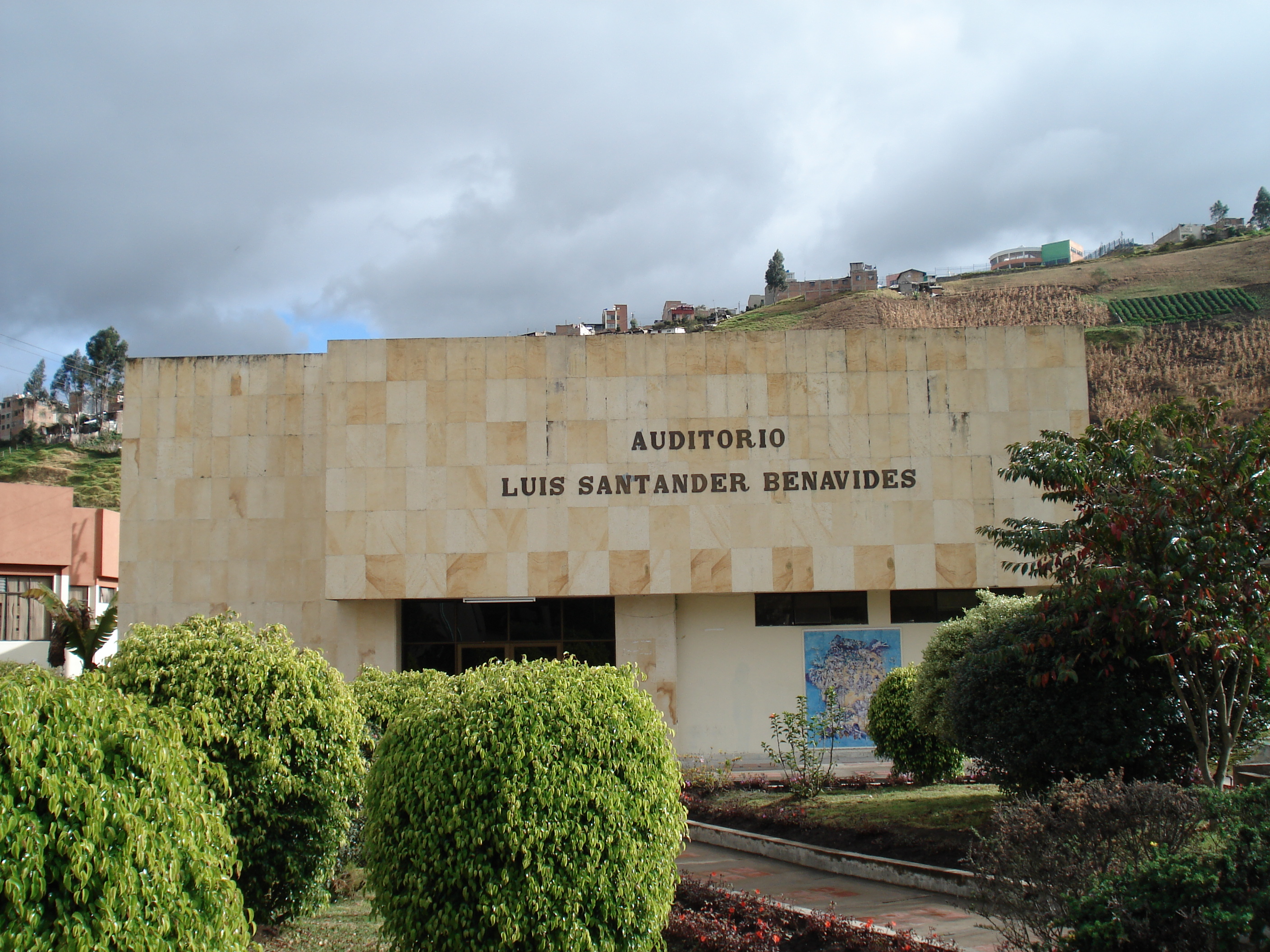
Auditorio Luis Santander Benavides.

La Universidad de Nariño es una universidad pública colombiana que, como institución de educación superior en inspección y vigilancia por medio de las leyes 30 de 1992 y 1740 de 2014 del Ministerio de Educación de Colombia, forma parte del patrimonio del departamento de Nariño, en el sur del país, desde sus orígenes.
La Universidad de Nariño es una institución universitaria, autónoma de carácter oficial con gobierno, patrimonio y rentas propias y con capacidad para organizarse, gobernarse, designar sus propias autoridades y para dictar normas y reglamentos de conformidad con la Ley. Es una Universidad Acreditada en Alta Calidad Institucional por parte del Ministerio de Educación Nacional.

## Historia[3]

### Orígenes
Los orígenes de la Universidad de Nariño se remontan al año de 1712, cuando se estableció el Colegio de la Compañía de Jesús gracias a numerosas campañas y donaciones de la comunidad, la cual logró reunir la suma de 43.000 millones para la construcción del colegio, en el mismo sitio donde hoy se encuentra la sede de la Universidad, en el centro de la ciudad de Pasto.
En el colegio mencionado, fue notable la enseñanza de latinidad, lengua española e historia eclesiástica. En 1767, a raíz de la expulsión de los jesuitas del territorio de América decretada por Carlos III, se cerró el colegio, situación que afectó la educación regional.
En 1791, se reanudaron las actividades académicas, esta vez con el nombre de Real Colegio Seminario, el cual logró subsistir con numerosas dificultades hasta 1822, época en que la ciudad se vio envuelta en numerosos conflictos por su posición en defensa de España. Las instalaciones del plantel fueron convertidas en cuartel militar y muchos de los estudiantes pasaron a engrosar las filas de los ejércitos realistas.
Ante las solicitudes hechas a Simón Bolívar para restablecer el colegio, este ordenó la devolución de las instalaciones. En 1827, el general Francisco de Paula Santander expidió un decreto por el cual se estableció en la ciudad de Pasto un Colegio Provincial, con cátedras de gramática latina, filosofía, gramática castellana y otras más de enseñanza superior.
Este hecho fue recibido con gran regocijo por la ciudadanía y concilió nominalmente la República con la ciudad realista.
En 1832, por gestiones de fray Antonio Burbano, se adecuó el edificio y reanudó actividades académicas bajo su dirección. En esta ocasión tomó el nombre de Colegio de San Agustín, en honor a la congregación a  que pertenecía este benefactor. Él consiguió aportes nacionales y donó su propia hacienda, para que con la renta que produjera se iniciaran estudios de teología. A la muerte del padre Burbano, el Consejo nombró al doctor Antonio José Chaves como rector. El nuevo directivo incrementó la educación secundaria; sostuvo la enseñanza profesional del Derecho y estableció la cátedra de Teología. Por estos antecedentes, el historiador Sergio Elías Ortiz sitúa el origen de la Universidad de Nariño en el acto legal de creación del Colegio de San Agustín en la Provincia de Pasto.
Al finalizar la década de 1850, el plantel tomó el nombre de Colegio Académico de Pasto, este se constituyó en el centro educativo de mayor importancia en la región. Sin embargo, su existencia estuvo estrechamente ligada a las contiendas que surgieron en numerosas ocasiones durante la segunda mitad del siglo xix, debido a las diferentes concepciones frente a la necesidad de modernización del país, secularización de la sociedad, separación iglesia-estado y, oficialización de la educación laica, obligatoria y gratuita.
En 1867, mediante ley 205 del mes de agosto, se estableció la enseñanza de Medicina en el Colegio Académico. Al finalizar la década existían 96 estudiantes matriculados en las facultades de Filosofía, Jurisprudencia y Medicina.
Entre 1870 y 1880, el citado establecimiento, fue cerrado en varias ocasiones con motivo de las guerras de 1876 y 1878 y de las penurias económicas de la Gobernación del Cauca de la que el plantel dependía financieramente.
En las dos últimas décadas del siglo XIX el Colegio Académico es objeto de reformas impulsadas por pedagogos extranjeros y nacionales, entre los cuales se menciona al ecuatoriano Miguel Egas y al puertorriqueño Benigno Orbegozo. El Colegio Académico tuvo categoría de Universidad, este privilegio fue concedido mediante decreto n.º 726 de 11 de septiembre de 1889 por el presidente Holguín, y ratificada por la ordenanza n.º 30 de 1894, emanada de la Asamblea Departamental del Cauca. En su artículo 24 dice:
"La instrucción Profesional se dará en las Facultades de Filosofía y Letras, de Derecho y Ciencias Naturales y de Ingeniería de la Universidad del Cauca, en la Facultad de Derecho del Colegio de Pasto y en las demás que el Consejo Directivo cree..."
En 1895 por una disposición de la Asamblea caucana se cambió el nombre de Colegio Académico por el de Liceo Público de Pasto. Con el comienzo de la guerra de los mil días, en 1899, se cerró el colegio para ser ocupado por las tropas, y los estudiantes se alistaron en sus respectivos bandos. Sólo se reabrió al final de esta confrontación en 1903, vísperas de la creación del Departamento de Nariño.

### Etapa de 1904-1939
Una vez creado el departamento de Nariño, mediante la ley 1 del 6 de agosto de 1904, el primer gobernador, Julián Bucheli, trazó su plan de gobierno fundamentado en tres directrices:

Administración pública eficaz y dinámica; infraestructura vial para el despegue de la economía y universidad en plena producción en las áreas de Ingeniería, Derecho, Filosofía y Arte.

La Facultad de Matemáticas e Ingeniería fue fundada y dirigida por el Ingeniero Fortunato Pereira Gamba, quien fuera un reputado ingeniero civil de la Universidad Nacional de Colombia en Bogotá y profesor de la misma. El cual viajó a Pasto en 1905, a petición de Julián Bucheli. Con el objetivo impulsar el desarrollo del recién fundado departamento de Nariño, a través del diseño del plan vial del nuevo departamento y de la implementación del nuevo modelo Colombiano de educación superior, con base en el pensum académico que se impartía en la Universidad Nacional de Colombia. La facultad fue suspendida en 1910, cuando Julián Bucheli terminó su período como gobernador. En 1920 se reinstituye nuevamente; perduró dos años en vista de la dificultad para conseguir profesores. Los alumnos que se encontraban cursando la carrera fueron enviados a la Escuela Nacional de Minas de Medellín. En 1926, el rector Ángel Martínez puso de nuevo en funcionamiento la facultad hasta 1932, cuando se clausura con ocasión de la visita del ministro de educación.
En la rectoría de Julio Moncayo Candia (1932) se suscribió el pacto López de Mesa-Moncayo Candia, mediante el cual la Facultad de Derecho quedaría abolida. De esta manera la universidad se reducía a una escuela de bachillerato. Este pacto fue desconocido en 1939. Un hecho digno de resaltar fue la creación de la Facultad de Agronomía y Química Industrial, entre 1935 y 1936, la cual infortunadamente no funcionó por la ausencia de alumnos.
En 1935 se decidió incorporar la Escuela de Artes y Oficios del Departamento a la Universidad. El pénsum aprobado para un período de cuatro años fue: Mecánica, Tecnología Mecánica, Dibujo Lineal, Instrucción Cívica, Electrotecnia, Física Aplicada, Motores Térmicos y Contabilidad de Taller. Se introdujeron talleres de Barniz de Pasto y una sección de Telegrafía, debido a que en el país se iniciaba la conexión alámbrica de las principales ciudades. En el Gobierno de López Pumarejo, se creó una escuela nocturna para obreros.
En 1937, la Escuela de Artes y Oficios se transformó en instituto para la enseñanza del arte, con secciones de música y pintura. Este fue cerrado en la década de 1960, para fortalecer las facultades de Agronomía y Educación.

### Etapa de 1940 hasta 1959

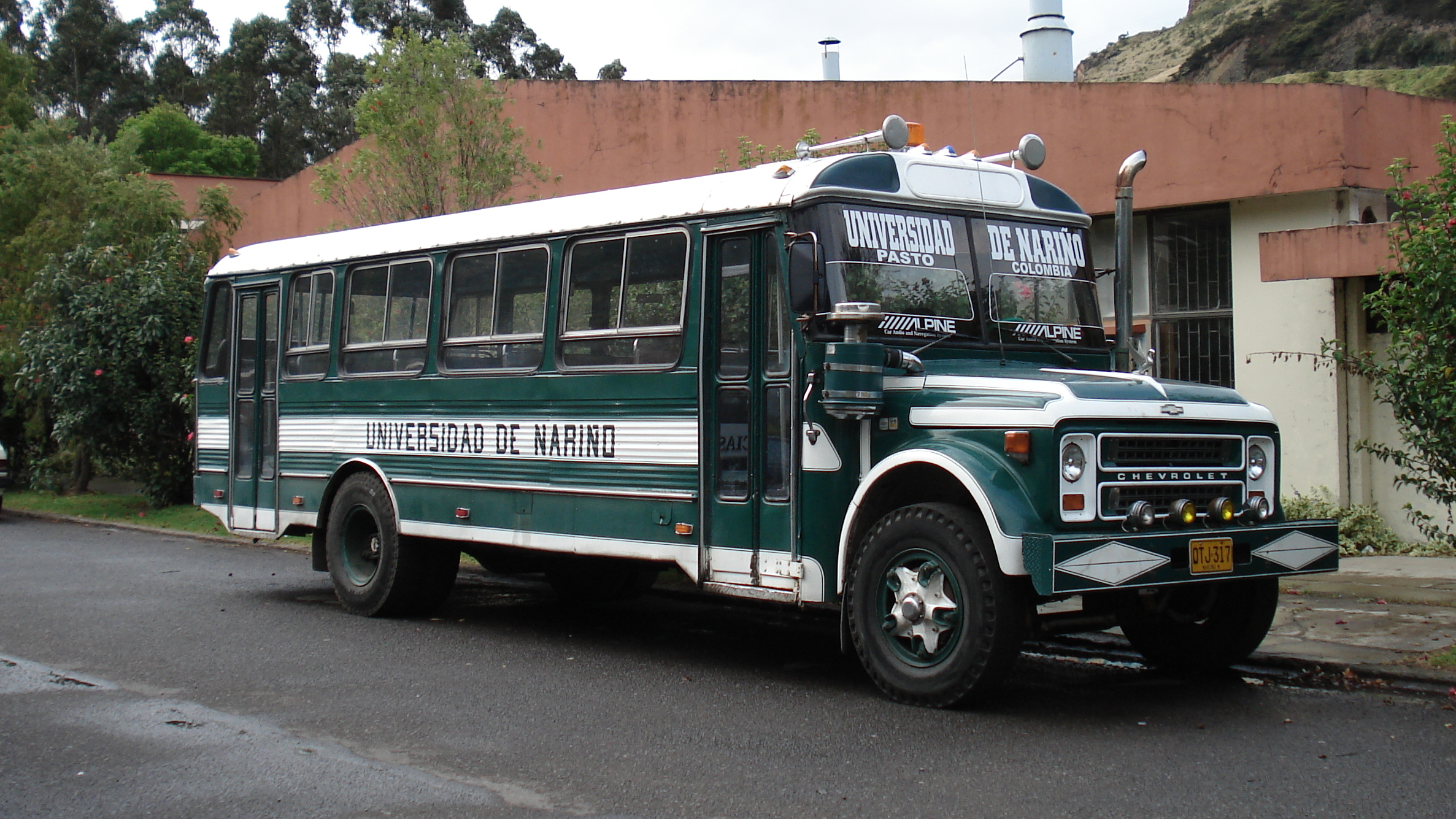
Medio de transporte de la Universidad de Nariño.

El siguiente período es un período de consolidación, en el que la Universidad contribuyó al desarrollo de la educación a través de la Facultad de Derecho, los Liceos de Bachillerato y la Escuela de Música y Pintura.
En la conmemoración del cincuentenario de la Universidad, 7 de noviembre de 1954, se adoptó el "Himno de la Universidad", escrito por el doctor Alberto Quijano Guerrero, con música de don Gonzalo Rojas.

### Etapa de 1960 hasta el presente
A partir de la década del sesenta, se produjo un avance hacia la modernización y ensanche de la Universidad involucrando la educación tecnológica y el mejoramiento de los servicios existentes.
Dentro de su esquema organizativo se crearon los departamentos y se expandieron los servicios de la Facultad de Educación en la jornada nocturna. Como fruto de la demanda y del compromiso de la Universidad con la región se crearon los programas de Ingeniería Civil, Economía, Zootecnia y Artes. Con el criterio de integrar la zona andina y la Costa Pacífica, en 1986, la Universidad aprobó la creación del Programa de Ciencias del Mar en Tumaco, en la perspectiva de formar profesionales y técnicos para la explotación racional de los recursos ictiológicos.
En la década de principios del siglo XXI, la presión por el cambio y la reestructuración de los procesos académicos y administrativos se hicieron más evidentes y posibilitaron la conformación de nuevas facultades, la diversificación de programas, la regionalización mediante el establecimiento de sedes en diferentes municipios de Nariño y Putumayo, la ampliación de la cobertura educativa, la vinculación de la Universidad mediante convenios con instituciones nacionales e internacionales, y la inserción en las redes mundiales del conocimiento.

### Rectores (as) de la Universidad de Nariño[4]
• Dr. Manuel Antonio Coral Pantoja
- Francisco Vela Herrera (1970-1971)
- Luis Eduardo Mora-Osejo (1971-1973)
- Eduardo Alvarado Hurtado (1973-1974)
- Milciades Chaves Chamorro (1974-1976)
- Mario Córdoba Pérez (1976-1976)
- José Ignacio Coral Martínez (1977-1978)
- Julio Cesar Cabrera Realpe (1978-1980)
- Alberto Quijano Guerrero (1980-1981)
- Galo Armando Burbano (1981-1981)
- Edgar Bastidas Urresty (1981-1982)
- Gonzalo Solarte Vacca (1982-1983)
- Lino Ramiro Pabon (1983-1983)
- Guillermo Davila Muñoz (1983-1984)
- Hernan Burbano Orjuela (1984-1986)
- José Félix Moreno Mesías (1986-1987)
- Efren Coral Quintero (1987-1990)
- Eduardo Zúñiga Erazo (1990-1992)
- Justino Revelo Obando (E) (1992-1993)
- Guillermo Narváez Ramírez (E) (1993-1994)
- Ernesto Vela Angulo (E) (1994-1995)
- Pedro Vicente Obando Ordóñez (1995-2004)
- Jairo Muñoz Hoyos (2005-2007)
- Silvio Sánchez Fajardo (2007-2010)
- José Edmundo Calvache López (2010-2014)[5]
- Carlos Solarte Portilla (2014-2017/2017-2020)[6]
- Martha Sofía González Insuasti (2021- 2024)[7]

## Facultades y programas

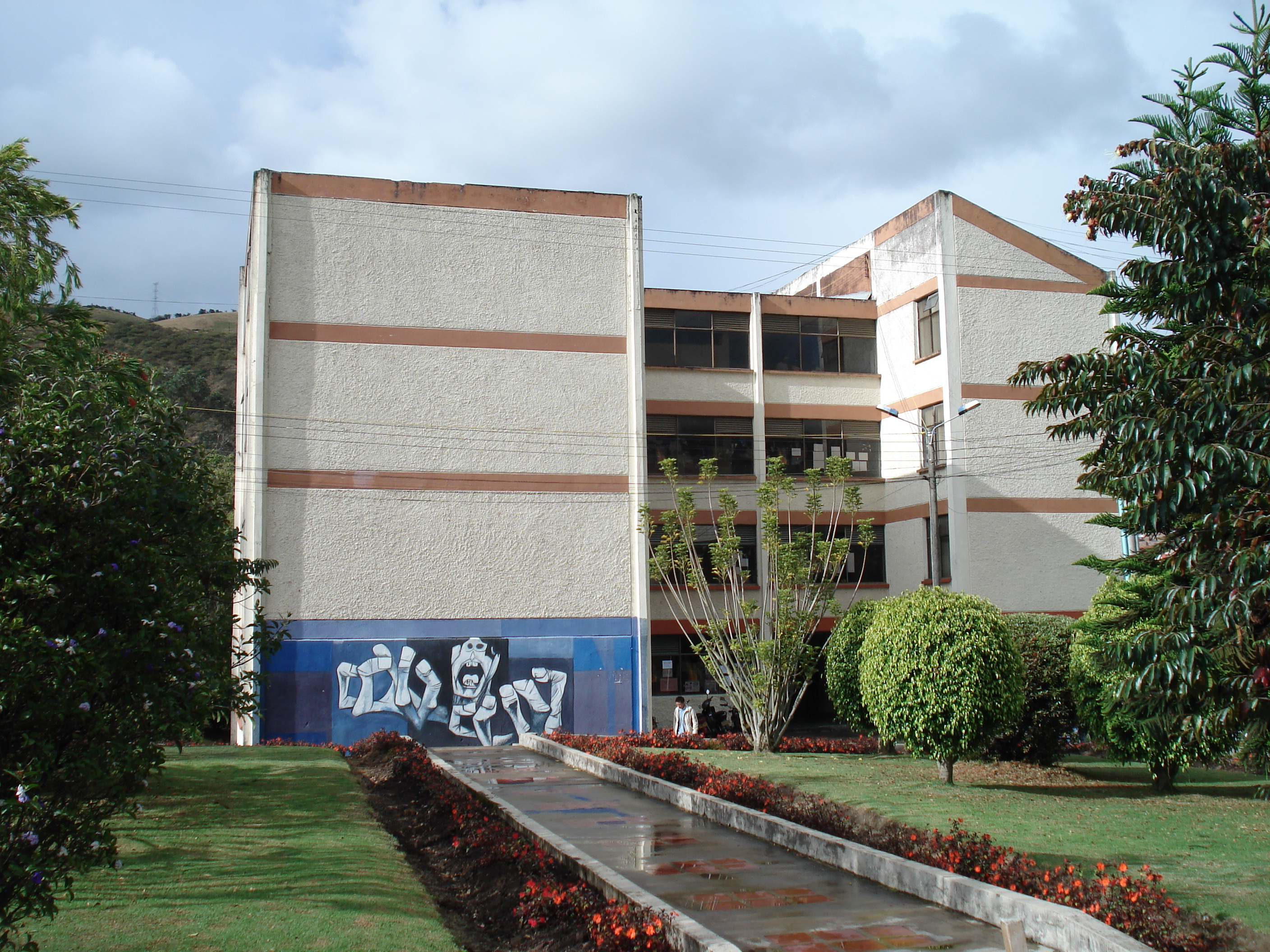
Facultad de Ciencias Económicas, Administrativas y Contables.

La Universidad de Nariño ofrece cuarenta (42) carreras de pregrado.
Facultad de Artes
- Maestría en Artes Visuales (Pregrado)
- Arquitectura
- Licenciatura en Artes Visuales
- Diseño Gráfico
- Diseño Industrial
- Licenciatura en Música
- Maestría en Diseño para la Innovación Social (Posgrado)
- Especialización en Diseño de Experiencias Lúdicas (Posgrado)

Facultad de Ciencias Agrícolas
- Ingeniería Agronómica
- Ingeniería Agroforestal
- Ingeniería Ambiental

Facultad de Derecho
- Derecho Diurno
- Derecho Vespertino

Facultad de Ciencias Económicas, Administrativas y Contables
- Administración de Empresas
- Comercio Internacional
- Contaduría Pública
- Economía
- Mercadeo

Facultad de Ingeniería
- Ingeniería de Sistemas
- Ingeniería Electrónica
- Ingeniería Civil
- Tecnología en Computación

Facultad de Ciencias Pecuarias
- Medicina Veterinaria
- Ingeniería en Producción Acuicola
- Zootecnia

Facultad de Ciencias Exactas y Naturales
- Biología
- Física
- Licenciatura en Matemáticas
- Licenciatura en Informática
- Química

Facultad de Ciencias Humanas
- Licenciatura en Ciencias Sociales
- Geografía
- Licenciatura en Español e Inglés
- Licenciatura en Lenguas Extranjeras con énfasis en Inglés
- Psicología
- Sociología
- Licenciatura en Filosofía y Letras

Facultad de Educación
- Licenciatura en Educación Básica con Énfasis en Ciencias Naturales y Educación Ambiental
- Licenciatura en Lengua Castellana y Literatura

 Facultad de Ciencias de la Salud
- Medicina
- Tecnología en Promoción de la Salud

Facultad de Ingeniería Agroindustrial
- Ingeniería Agroindustrial
- Técnica en Procesos Agroindustriales
- Técnica Profesional en Agroindustria Hortofrutícola

## Sedes
Sedes en Pasto: Sede Torobajo, Sede Centro (Antiguo Liceo), Sede Las Acacias - Vicerrectoría de Investigación e Interacción Social (VIIS). 
Granja: Granja Experimental Botana, Granja Maragrícola, Granja Lechera Chimangual, Granja La Quinta, Granja Guamúez. «Granjas Udenar».
Programas de extensión en otros municipios del departamento de Nariño: Ipiales, Túquerres y Tumaco.«Sedes Udenar».